# Niphargus tatrensis
Niphargus tatrensis is een vlokreeftensoort uit de familie van de Niphargidae. De wetenschappelijke naam van de soort is voor het eerst geldig gepubliceerd in 1888 door Wrzesniovsky.